# Syria na Letnich Igrzyskach Paraolimpijskich 1992
Syrię na Letnich Igrzyskach Paraolimpijskich w Barcelonie reprezentowało dwóch zawodników (mężczyzn). Był to pierwszy występ Syrii na paraolimpiadzie. Reprezentanci tego kraju nie zdobyli żadnego medalu.

## Wyniki

### Pływanie
- Ali Ismail
  - 100 m stylem grzbietowym (S9) – 2. miejsce w wyścigu eliminacyjnym (1:31,51)[2],
  - 100 m stylem klasycznym (SB8) – nie wystartował[3],
  - 100 m stylem motylkowym (S9) – nie wystartował[4],
  - 50 m stylem dowolnym (S9) – 4. miejsce w wyścigu eliminacyjnym (33,62)[5],
  - 100 m stylem dowolnym (S9) – 5. miejsce w wyścigu eliminacyjnym (1:14,34)[6],
  - 400 m stylem dowolnym (S9) – 7. miejsce w wyścigu eliminacyjnym (5:41,83)[7].

### Tenis stołowy
- Ahmad Manfi
  - gra pojedyncza open (1-5) – nie przystąpił do pojedynku w 1/64 finału[8],
  - gra pojedyncza (3) – odpadł w fazie grupowej (trzy porażki)[9].